# 山内恭彦
山内 恭彦（やまのうち たかひこ、1902年7月2日 - 1986年10月13日）は、日本の理論物理学者。東京大学名誉教授。従三位勲二等旭日重光章に叙される。

## 略歴
1902年、神奈川県で生まれた。府立一中、一高で学び、東京帝国大学理学部物理学科に入学。物理学科では寺沢寛一の指導を受け、また同級生には菊池正士、坪井忠二がいた。1926年3月、東京大学理学部を卒業。
1926年4月、東京帝国大学理学部助手に採用された。1927年、東京高等学校教授に就いた（1931年3月まで）。1929年2月、東京帝国大学工学部講師となり、1929年3月に同助教授に昇格。小谷正雄と協力して研究を進めた。1938年、学位論文『原子勢力準位の計算について』を東京帝国大学に提出して理学博士号を取得。1942年4月、東京帝国大学第二工学部教授に昇格した。
戦後の1949年4月、東京大学理学部教授となり、原子物理学第一講座を主宰した。1959年10月からは核反応講座を担当し、1961年10月まで理学部長を務めた。1963年3月に東京大学を定年退官し、名誉教授となった。その後は上智大学理工学部教授として教鞭を執った。1986年10月13日に死去。墓所は染井霊園（1イ-1-19）にある。

## 受賞・栄典
- 1956年：「原子スペクトル理論への群論の応用」で日本学士院賞を受賞。
- 1972年：叙勲二等授旭日重光章
- 1986年：叙従三位

## 研究内容・業績
- 原子物理学、原子核物理学、応用数学の諸分野で活躍、計算機や科学哲学の方面にも深い理解を示し、後進の育成に努力した。特に群論を使った原子構造の解明などに業績を残した。
- 東京大学理学部物理学教室の運営に力をいれていた。小柴昌俊にとっては大学院時代の恩師にあたる。
- その著書『一般力学』（岩波書店）は研究者の卵のための力学教科書として、また『回転群とその表現』（岩波書店）は物理研究者のための群論としていずれもその名が高い。

## 家族・親族
- 祖父：山内堤雲は幕臣から官僚となった人物。
- 妻：森電三の長女。

## 著作
単著
- 『一般力学』岩波書店、1941年。
- 『量子力学概論』 第1、河出書房〈物理学集書6〉、1947年。
- 『廻転群及びその表現論』AKADEMEIA PRESS、1948年。
- 『量子力学概論』 第2、河出書房〈物理学集書18〉、1949年。
- 『代数学及幾何学』 第1巻（6版）、河出書房〈応用数学〉、1949年。
- 『物理数学』岩波書店〈岩波全書 第123〉、1950年。
- 『量子力学概論』河出書房、1951年。
- 山内恭彦、小谷正雄 編『代数学および幾何学』 基礎編 第1巻、共立出版〈応用数学叢書〉、1956年。
- 『回転群とその表現』岩波書店、1957年6月。ISBN 4-00-005146-6。
- 『一般力学』（増訂第3版）岩波書店、1959年4月。ISBN 4-00-005020-6。
- 『物理数学』岩波書店、1963年。
- 『科学と人生』講談社〈講談社現代新書〉、1966年。
- 『量子力学』培風館〈新物理学シリーズ4〉、1968年。
- 『雑叢　一物理屋の随想』岩波書店、1970年。
- 『現代科学論　ある物理屋の見た世界』筑摩書房〈筑摩総合大学〉、1970年。
- 『逸遊雑記』岩波書店、1977年6月。
- 『物理数学へのガイド』サイエンス社、1977年12月。

共著・編著・共編著
- 山内恭彦 編『物理学コント集　趣味の物理学』 第1、広文館、1948年。
- 落合麒一郎、山内恭彦共編 編『最近物理学の諸問題　寺沢寛一博士還暦記念』岩波書店、1948年。
- 山内恭彦など『数学ハンドブック』 定理篇、森北出版、1950年。
- 山内恭彦、末岡清市共著『解析学』誠文堂新光社〈大学理科全書〉、1952年。
- 山内恭彦など 編『初等物理学講座』 A篇 第1、生活百科刊行会、1956年。
- 山内恭彦など 編『初等物理学講座』 A篇 第2 第1、生活百科刊行会、1956年。
- 山内恭彦など 編『初等物理学講座』 A篇 第3、生活百科刊行会、1956年。
- 山内恭彦など 編『初等物理学講座』 A篇 第5、生活百科刊行会、1956年。
- 山内恭彦など 編『初等物理学講座』 A篇 第6、生活百科刊行会、1956年。
- 山内恭彦など 編『初等物理学講座』 A篇 第7、生活百科刊行会、1956年。
- 山内恭彦など 編『初等物理学講座』 B篇 第2、生活百科刊行会、1956年。
- 山内恭彦など 編『初等物理学講座』 B篇 第3、生活百科刊行会、1956年。
- 山内恭彦 編『初等物理学講座』 B篇 第4、生活百科刊行会、1956年。
- 山内恭彦 編『初等物理学講座』 B篇 第6、生活百科刊行会、1956年。
- 山内恭彦など 編『初等物理学講座』 B篇 第8、生活百科刊行会、1956年。
- 山内恭彦など 編『初等物理学講座』 C篇 第1、生活百科刊行会、1956年。
- 山内恭彦など 編『初等物理学講座』 C篇 第2 第2、生活百科刊行会、1956年。
- 山内恭彦 編『初等物理学講座』 C篇 第5、生活百科刊行会、1956年。
- 山内恭彦など 編『初等物理学講座』 C篇 第6、生活百科刊行会、1956年。
- 山内恭彦など 編『初等物理学講座』 C篇 第7、生活百科刊行会、1956年。
- 山内恭彦など 編『初等物理学講座』 C篇 第9、生活百科刊行会、1956年。
- 山内恭彦など 編『初等物理学講座』 C篇 第10、生活百科刊行会、1956年。
- 山内恭彦 編『初等物理学講座』 C篇 第11、生活百科刊行会、1956年。
- 山内恭彦など 編『初等物理学講座』 C篇 第12、生活百科刊行会、1956年。
- 山内恭彦など 編『初等物理学講座』 E編 第2、生活百科刊行会、1956年。
- 山内恭彦など 編『初等物理学講座』 C篇 第3、小山書店新社、1957年。
- 山内恭彦など 編『初等物理学講座』 B篇 第5、小山書店新社、1957年。
- 山内恭彦など 編『初等物理学講座』 B篇 第7、小山書店新社、1957年。
- 山内恭彦など 編『初等物理学講座』 C篇 第8、小山書店新社、1957年。
- 山内恭彦など 編『初等物理学講座』 B篇 第9、小山書店新社、1957年。
- 山内恭彦など 編『初等物理学講座』 C篇 第13、小山書店新社、1957年。
- 山内恭彦など 編『初等物理学講座』 C篇 第14、小山書店新社、1957年。
- 山内恭彦など 編『初等物理学講座』 C篇 第15、小山書店新社、1957年。
- 山内恭彦など 編『初等物理学講座』 C篇 第17、小山書店新社、1957年。
- 山内恭彦など 編『初等物理学講座』 D篇 第1,2、小山書店新社、1957年。
- 山内恭彦など 編『初等物理学講座』 D篇 第3、小山書店新社、1957年。
- 山内恭彦など 編『初等物理学講座』 E篇 第3、小山書店新社、1957年。
- 山内恭彦、末岡清市共編 編『力学　大学演習』裳華房、1957年。
- 山内恭彦など 編『岩波講座現代応用数学』 A 第1 第1、岩波書店、1957年。
- 山内恭彦など 編『岩波講座現代応用数学』 A 第1 第2、岩波書店、1957年。
- 山内恭彦など 編『岩波講座現代応用数学』 A 第1 第3、岩波書店、1957年。
- 山内恭彦など 編『岩波講座現代応用数学』 A 第2、岩波書店、1957年。
- 山内恭彦など 編『岩波講座現代応用数学』 A 第3 第1、岩波書店、1957年。
- 山内恭彦など 編『岩波講座現代応用数学』 A 第3 第2、岩波書店、1957年。
- 山内恭彦など 編『岩波講座現代応用数学』 A 第4 第1、岩波書店、1957年。
- 山内恭彦など 編『岩波講座現代応用数学』 A 第4 第2、岩波書店、1957年。
- 山内恭彦など 編『岩波講座現代応用数学』 A 第6、岩波書店、1957年。
- 山内恭彦など 編『岩波講座現代応用数学』 A 第9 第1、岩波書店、1957年。
- 山内恭彦など 編『岩波講座現代応用数学』 A 第10 第1、岩波書店、1957年。
- 山内恭彦など 編『岩波講座現代応用数学』 A 第11、岩波書店、1957年。
- 山内恭彦など 編『岩波講座現代応用数学』 A 第12、岩波書店、1957年。
- 山内恭彦など 編『岩波講座現代応用数学』 A 第13 第1、岩波書店、1957年。
- 山内恭彦など 編『岩波講座現代応用数学』 A 第13 第2、岩波書店、1957年。
- 山内恭彦など 編『岩波講座現代応用数学』 A 第9 第2、岩波書店、1957年。
- 山内恭彦など 編『岩波講座現代応用数学』 A 第5 第1、岩波書店、1958年。
- 山内恭彦など 編『岩波講座現代応用数学』 A 第5 第2、岩波書店、1958年。
- 山内恭彦など 編『岩波講座現代応用数学』 A 第7 第1、岩波書店、1958年。
- 山内恭彦など 編『岩波講座現代応用数学』 A 第7 第2、岩波書店、1958年。
- 山内恭彦など 編『岩波講座現代応用数学』 A 第8、岩波書店、1958年。
- 山内恭彦など 編『岩波講座現代応用数学』 A 第9 第3、岩波書店、1958年。
- 山内恭彦など 編『岩波講座現代応用数学』 A 第10 第2、岩波書店、1958年。
- 山内恭彦など 編『岩波講座現代応用数学』 B 第1 B、岩波書店、1957年。
- 山内恭彦など 編『岩波講座現代応用数学』 B 第3、岩波書店、1957年。
- 山内恭彦など 編『岩波講座現代応用数学』 B 第4 第1、岩波書店、1957年。
- 山内恭彦など 編『岩波講座現代応用数学』 B 第6 A、岩波書店、1957年。
- 山内恭彦など 編『岩波講座現代応用数学』 B 第6 B、岩波書店、1957年。
- 山内恭彦など 編『岩波講座現代応用数学』 B 第6 C、岩波書店、1957年。
- 山内恭彦など 編『岩波講座現代応用数学』 B 第7 A、岩波書店、1957年。
- 山内恭彦など 編『岩波講座現代応用数学』 B 第7 B、岩波書店、1957年。
- 山内恭彦など 編『岩波講座現代応用数学』 B 第7 C、岩波書店、1957年。
- 山内恭彦など 編『岩波講座現代応用数学』 B 第7 D、岩波書店、1957年。
- 山内恭彦など 編『岩波講座現代応用数学』 B 第7 E、岩波書店、1957年。
- 山内恭彦など 編『岩波講座現代応用数学』 B 第8 A、岩波書店、1957年。
- 山内恭彦など 編『岩波講座現代応用数学』 B 第9、岩波書店、1957年。
- 山内恭彦など 編『岩波講座現代応用数学』 B 第10 B、岩波書店、1957年。
- 山内恭彦など 編『岩波講座現代応用数学』 B 第10 C、岩波書店、1957年。
- 山内恭彦など 編『岩波講座現代応用数学』 B 第11、岩波書店、1957年。
- 山内恭彦など 編『岩波講座現代応用数学』 B 第12 D、岩波書店、1957年。
- 山内恭彦など 編『岩波講座現代応用数学』 B 第14 B、岩波書店、1957年。
- 山内恭彦など 編『岩波講座現代応用数学』 B 第1 A、岩波書店、1958年。
- 山内恭彦など 編『岩波講座現代応用数学』 B 第2 第1、岩波書店、1958年。
- 山内恭彦など 編『岩波講座現代応用数学』 B 第2 第2、岩波書店、1958年。
- 山内恭彦など 編『岩波講座現代応用数学』 B 第2 第3、岩波書店、1958年。
- 山内恭彦など 編『岩波講座現代応用数学』 B 第4 第2、岩波書店、1958年。
- 山内恭彦など 編『岩波講座現代応用数学』 B 第4 第3、岩波書店、1958年。
- 山内恭彦など 編『岩波講座現代応用数学』 B 第5、岩波書店、1958年。
- 山内恭彦など 編『岩波講座現代応用数学』 B 第8 B、岩波書店、1958年。
- 山内恭彦など 編『岩波講座現代応用数学』 B 第8 C、岩波書店、1958年。
- 山内恭彦など 編『岩波講座現代応用数学』 B 第10 A、岩波書店、1958年。
- 山内恭彦など 編『岩波講座現代応用数学』 B 第12 A、岩波書店、1958年。
- 山内恭彦など 編『岩波講座現代応用数学』 B 第13 第1、岩波書店、1958年。
- 山内恭彦など 編『岩波講座現代応用数学』 B 第13 第2、岩波書店、1958年。
- 山内恭彦など 編『岩波講座現代応用数学』 B 第14 A 第1、岩波書店、1958年。
- 山内恭彦など 編『岩波講座現代応用数学』 B 第14 A 第2、岩波書店、1958年。
- 山内恭彦など 編『岩波講座現代応用数学』 B 第12 B-C、岩波書店、1958年。
- 山内恭彦など 編『岩波講座現代応用数学』 付録、岩波書店、1958年。
- 山内恭彦、杉浦光夫共著『連続群論入門』培風館〈新数学シリーズ 第18〉、1960年。
- 山内恭彦 編『人間と機械　心身問題シンポジウム』岩波書店、1965年。
- 山内恭彦、内山竜雄・中野董夫共著『一般相対性および重力の理論』裳華房〈物理学選書 第10〉、1967年。ISBN 4-7853-2310-8。
- 山内, 恭彦、梅岡, 義貴、坂本, 百大 編『思考とは何か　数学・物理学・工学・行動科学・心理学・哲学の側面から』ダイヤモンド社、1970年。
- 山内恭彦 編『現代科学と人間』中央公論社〈中公新書〉、1970年。
- 山内恭彦 編『現代科学の方法　自然・人間・社会の認識』日本放送出版協会〈NHK市民大学叢書20〉、1971年。
- 山内恭彦、武田暁共編 編『量子物理学　大学演習』裳華房、1974年。ISBN 4-7853-8013-6。
- 山内恭彦など『文明の懐疑=ニヒリズム』二玄社〈どう考えるか1〉、1974年。
- 山内恭彦など『知識と人間』二玄社〈どう考えるか2〉、1974年。
- 山内恭彦など『科学というもの』二玄社〈どう考えるか3〉、1974年。
- 山内恭彦など『悪と死=倫理の課題』二玄社〈どう考えるか4〉、1974年。
- 山内恭彦など『近代の成立と中世』二玄社〈どう考えるか5〉、1975年。
- 山内恭彦など『中国今昔』二玄社〈どう考えるか8〉、1976年。
- 辻内順平 著、山内, 恭彦、小谷, 正雄、高橋, 秀俊 編『ホログラフィー』裳華房〈物理学選書22〉、1997年11月。ISBN 4-7853-2323-X。
- 上田和夫、大貫惇睦共著 著、山内, 恭彦、小谷, 正雄、高橋, 秀俊 編『重い電子系の物理』裳華房〈物理学選書23〉、1998年10月。ISBN 4-7853-2324-8。

翻訳
- ヘルマン・ワイル『群論と量子力学』山内恭彦訳、裳華房、1932年。
- Physical Science Study Committe『PSSC物理』 上、山内恭彦等訳、岩波書店、1962年。
  - Physical Science Study Committee『PSSC物理』 上、山内恭彦・平田森三・富山小太郎翻訳監修（第2版）、岩波書店、1967年2月。ISBN 4-00-005853-3。
- Physical Science Study Committee『PSSC物理』 下、山内恭彦等訳、岩波書店、1963年。
  - Physical Science Study Committee『PSSC物理』 下、山内恭彦・平田森三・富山小太郎翻訳監修、岩波書店、1967年11月。ISBN 4-00-005854-1。
- カンパニエーツ『理論物理学』山内恭彦・高見穎郎共訳、岩波書店、1964年7月。ISBN 4-00-006122-4。
- G.P.トムソン『科学のインスピレーション』山内恭彦訳、ダイヤモンド社、1964年。
- ハーマン・ボンヂ『相対性理論と常識　そのギャップは埋まった』山内恭彦訳、河出書房〈現代の科学4〉、1967年。
  - ハーマン・ボンヂ『相対性理論と常識　そのギャップは埋まった』山内恭彦訳、河出書房新社〈現代の科学 新装版〉、1977年9月。
- Physical Science Study Committee『PSSC物理』 別冊、山内恭彦・富山小太郎翻訳監修、岩波書店、1968年2月。ISBN 4-00-005855-X。
- 『IPS物理』山内恭彦・高見穎郎・兵藤申一共訳、岩波書店、1969年。
- ボンヂ『相対論の素顔　物理学の神話の崩壊』山内恭彦訳、みすず書房〈みすず科学ライブラリー21〉、1970年。
- モーリス・E・ローズ『角運動量の基礎理論』山内恭彦・森田正人共訳、みすず書房、1971年8月。ISBN 4-622-02520-5。
- J.K.ヒューズ『電子計算機のプログラミング　IBM1130』 1巻、山内恭彦・R.ディーターズ共訳、培風館、1971年。
- J.K.ヒューズ『電子計算機のプログラミング　IBM1130』 2巻、山内恭彦・R.ディーターズ共訳、培風館、1971年。